# Lincoln, Idaho
Lincoln är en census-designated place i Bonneville County i Idaho. Vid 2010 års folkräkning hade Lincoln 3 647 invånare.